# 瓦朗 (杜省)
瓦朗（法語：Voillans，法語發音：[vwalɑ̃]）是法国杜省的一个市镇，属于贝桑松区。

## 地理
瓦朗（47°23'12"N, 6°24'47"E）面积10.12 平方千米，位于法国勃艮第-弗朗什-孔泰大區杜省，该省份为法国东部内陆省份，北起上索恩省，西接汝拉省，东部及东南部与瑞士接壤，东北部与贝尔福地区省接壤。
与瓦朗接壤的市镇（或旧市镇、城区）包括：维耶托雷、欧特绍、博姆莱达姆、方丹莱克莱瓦勒、洛皮塔勒-圣列弗鲁瓦、耶夫尔帕鲁瓦斯、韦尔格拉讷。

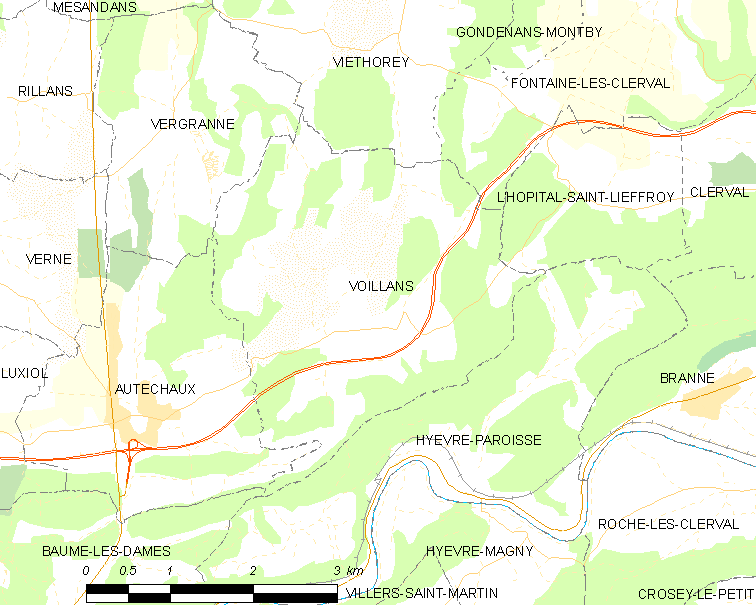
的OSM定位图

瓦朗的时区为UTC+01:00、UTC+02:00（夏令时）。

## 行政
瓦朗的邮政编码为25110，INSEE市镇编码为25629。

## 政治
瓦朗所属的省级选区为博姆莱达姆县。

## 人口

1962-2008年间人口变化图示

瓦朗于2022年1月1日时的人口数量为195人。